# DJ Rafik
DJ Rafik, oft auch nur Rafik, (* 1982 als Lukas Langeheine in Düsseldorf) ist ein deutscher Turntablist, DJ und Musikproduzent. Gemessen an der Anzahl gewonnener Weltmeistertitel ist er der bisher erfolgreichste Battle-DJ.

## Werdegang
Rafik wurde als Kind von Berufsmusikern, eines Geigers und Konzertmeisters der Düsseldorfer Symphoniker sowie einer Cellistin, schnell an den Umgang mit Instrumenten gewöhnt. Nachdem er zunächst das Spiel klassischer Instrumente wie Klavier, Cello und Schlagzeug gelernt hatte, wandte er sich bereits mit 13 Jahren den Plattenspielern zu.
Schon ein Jahr später hatte er im Düsseldorfer Unique Club seinen ersten Auftritt (zusammen mit Eric D. Clarke). Durch eine Show des Berliner Discjockeys DJ Hype wurde Rafik auf das Turntablism aufmerksam und wandte sich schließlich dieser speziellen Art des DJing zu.
Durch seine Teilnahme an DJ-Battles lernte Rafik die DJs Kid Fresh und Rasgunyado kennen und trat deren Crew Lordz of Fitness bei. Mit seinen Teammitgliedern (zu denen später auch J-Bounce gehörte) gewann Rafik 2003 und 2004 den Weltmeistertitel in der Team-Kategorie der International Turntablist Federation (ITF). 2004 belegten die Lordz den dritten Platz bei den renommierten DMC (Disco Mix Club) World DJ Championships.
Seinen ersten großen internationalen Erfolg als Solokünstler feierte Rafik, als er im Jahr 2002 das Battle Hit the Decks in Belgien gewann.
Im darauffolgenden Jahr wurde er Vize-Weltmeister in der ITF Advancement Category.
Im Jahr 2004 gewann Rafik als erster DJ drei der vier möglichen Titel bei den ITF World Finals: Neben dem Weltmeistertitel in der Team-Kategorie gewann er in den Kategorien Scratching und Advancement. Sein erfolgreiches Jahr krönte Rafik mit dem zweiten Platz in der Showcase-Kategorie bei den DMC World Finals, wo er nur äußerst knapp dem US-DJ I.Emerge unterlag.
2005 trat Rafik als Titelverteidiger bei den ITF World Finals in der Scratching-Kategorie an und gewann erneut. Ein Jahr später wurde Rafik Dritter bei den DMC World Finals.
Sein Set für die DMC World Finals 2007 produzierte Rafik zusammen mit dem französischen Produzenten Le Jad. Mit diesem Set gelang es ihm – im dritten Anlauf nach 2004 und 2006 – die DMC World DJ Championships zu gewinnen. Nach DJ David, der 1990 und 1991 die DMC World Finals gewann, und DJ Pro Zeiko, der 2005 die Nebenkategorie DMC Battle for World Supremacy für sich entschied, ist Rafik erst der dritte deutsche Turntablist, der bei den DMC World Finals triumphieren konnte.
Mit insgesamt sechs gewonnenen Weltmeistertiteln hält Rafik zudem den aktuellen Rekord und gilt daher als weltweit erfolgreichster Battle-DJ.

## Sonstiges
Neben seiner Tätigkeit als Battle-DJ verfolgt Rafik diverse eigene Projekte. So gründete er zusammen mit dem vielfachen Weltmeister DJ Tigerstyle aus Großbritannien und DJ Pfel, einem Mitglied der französischen Crew C2C das Project Eurostars.
Zudem fand sich Rafik mit Jazz-Musikern zusammen – es entstand die Band Cosmic Delivery, die sich als interdisziplinäre Musikgruppe versteht.
Des Weiteren arbeitete Rafik zusammen mit DJ QBert an dessen Scratch-DVD Scratchlopedia Breaktannica, einem virtuellen Lexikon, in dem sämtliche bisher bekannte Scratchtechniken verzeichnet sind. Rafik gilt als Erfinder des autobahn, einer komplexen Scratchtechnik, die sich in kürzester Zeit zu einer Art Kultscratch entwickelt hat.
Rafik ist außerdem als Produzent und Remixer tätig. Zu seinen Projekten zählen das Battle-Tool Workout Essentials Vol. 2: Sucker Punchin sowie ein Remix für ein auf DVD erschienenes Remix-Kompendium des Mangas Neon Genesis Evangelion. Im Mai 2014 erschien seine Debüt-EP „Wait“ auf dem Düsseldorfer Label Ching Zeng mit den 3 Titeln „Can’t wait“, „Baby“ und „Hide“.
Zusammenarbeiten mit internationalen Künstlern wie DJ QBert, The Roots, J Dilla, Laidback Luke, Crookers, DJ Craze, DJ Premier, D-Styles, Pendulum und vielen mehr im Rahmen seiner Tätigkeit als Club-, Festival- und Support-DJ führten Rafik unter anderem nach Australien, China, Großbritannien, Japan und in nahezu alle osteuropäischen Länder.

## Internationale Titel in chronologischer Auflistung
DJ Rafik hält acht nationale-, zwei europäische- und sechs Weltmeistertitel. An dieser Stelle werden der Übersichtlichkeit halber lediglich die internationalen Titel und Platzierungen der DMC und ITF aufgeführt.
- 2003: ITF World Finals (Advancement): 2. Platz
- 2003: ITF World Finals (Teams): Champion
- 2004: ITF World Finals (Advancement): Champion
- 2004: ITF World Finals (Scratching): Champion
- 2004: ITF World Finals (Teams): Champion
- 2004: DMC World Finals (Showcase): 2. Platz
- 2004: DMC World Finals (Teams): 3. Platz
- 2005: ITF World Finals (Scratching): Champion
- 2006: DMC World Finals (Showcase): 3. Platz
- 2007: DMC World Finals (Showcase): Champion

## Zitate
- … I think Rafik is definitely a worthy champion. He is also a cool dude! He has a very high skill level, musical sense, and swagger.[15]
- … Rafik is an unbelievable DJ![16]

(DJ Shiftee, 2009 DMC World Champ)

## Trivia
Auf die Frage nach Ursprung und Bedeutung seines Künstlernamens antwortete Rafik in einem Interview: …the truth will never be revealed.

## Auszeichnungen
Hiphop.de Awards
- 2009: „Bester Turntablism-Act“[18]
- 2010: „Bester Turntablism-Act“[19]
- 2011: „Bester Turntablism-Act“[20]